# Faro della Giustizia
Il Faro della Giustizia è un monumento di arte contemporanea posto nell'angolo settentrionale della Cittadella Giudiziaria di Salerno.

## L'opera
La cerimonia di inaugurazione si è svolta nel settembre 2006, nell'ambito delle tradizionali manifestazioni che precedono la festa di San Matteo apostolo ed evangelista, patrono della città.
Il monumento, realizzato dagli artisti Ben Jakober e Yannick Vu, è stato selezionato dal critico d'arte Achille Bonito Oliva.
Il faro della Giustizia, che fa parte delle opere ornamentali della nuova Cittadella giudiziaria di Salerno, è alto oltre nove metri ed è in marmo policromo, con pannelli in bianco e nero.